# 賀瓏
賀瓏（英語：Hello；1994年4月3日—），臺灣喜劇演員、主持人及寫手，擅長站立喜劇、漫才領域及喜劇節目腳本發想。2018年受曾博恩邀請加入薩泰爾娛樂，成為《博恩夜夜秀》節目寫手及演員，並於第三季第二集擔任主持人。曾為薩泰爾娛樂主要成員之一，主持《賀瓏夜夜秀》並與 Albee 女主持搭檔，為博恩退下主持身分後，薩泰爾娛樂的主要支柱 。

## 生平
賀瓏出生於臺北市內湖區，父親為香港人。自幼喜愛表演，就讀臺師大附中時期所加入之社團御天康輔社，啟蒙其對喜劇表演之熱愛。2013年7月3日，賀瓏與過往高中社團友人安迪報名參與卡米地喜劇俱樂部Open Mic演出，開啟生涯現場喜劇表演之路。
2014年3月，受卡米地總監張碩修邀請，兩人正式於卡米地喜劇俱樂部組成佐野先生雙人漫才團體，陸續參與多檔演出，同一時期賀瓏受臺灣電視節目《大學生了沒》邀請成為節目之固定班底。直至2015年年中，卡米地喜劇俱樂部因面臨場地租金調漲而暫時熄燈，佐野先生因故演出機會減少，但至今未解散，待時機恢復演出。
2017年賀瓏開始參與單口喜劇演出，成為卡米地喜劇俱樂部第五代單口喜劇團體「FIVE CLUB」成員之一。
2020年開辦個人首場專場《才不理妳 Ignoring you》，巡迴於臺灣北中南演出，於該年12月落幕。2022年5月於台北國際會議中心舉辦個人第二場專場《妳好就好 Whatever She Says》。
2023年起參與三立電視大型選秀節目《大嘻哈時代2》主持群，於該年10月接下《夜夜秀》主持棒，擔任賀瓏夜夜秀主持人。
2024年到台灣、日本、美國、歐洲、韓國、馬來西亞、澳洲、新加坡進行單口喜劇世界巡迴《賀博台瘋》。
2025年主持《賀瓏夜夜秀》第二季。

## 爭議

### 歧視身障人士
2024年1月，《賀瓏夜夜秀》邀請前中國央視記者王志安談論台灣選舉時，王發言稱「把殘疾人推上去煽情」，影射民進黨不分區候選人人權律師陳俊翰，賀瓏亦在節目中模仿身障者動作，引發爭議。節目團隊事後公開道歉，賀瓏承諾製作專題關注身障議題。王志安則批評民進黨操弄輿論、消費身障者，並表示若陳俊翰感受不適，願當面致歉。事件引發多家廠商終止合作，台灣基進提告，陸委會則以違規為由，廢止王志安入境許可5年，風波延燒政壇與輿論界。

### 感情爭議
2025年4月3日賀瓏生日當天一同合作的女星Albee發文兩人合照顯示「交往即天堂」，同年4月17日天殘被發現於生日當天陳屍家中，6月23日薩泰爾娛樂突發性宣布與賀瓏因理念不合終止經紀合約，解約後賀瓏才發文證實曾與天殘交往6年並公開天殘遺書「今年4月6日分手」，6月24日被爆出曾逼前女友天殘自行墮胎、前女友逝世後一週即與新女友赴日本旅遊等事情。

## 現場喜劇
- 2015年達康漫才塾系列
- 2015年卡米地拍檔夏夏叫系列
- 2017年Five Club：大說謊家系列
- 2017年去吧佐野先生系列
- 2018年博恩站起來系列
- 2019年開.玩.笑：賀瓏X艾董系列[15]
- 2019年 《笑友會》 黃豪平X賀瓏X微笑丹尼
- 2020年單口巡迴個人專場《才不理妳 Ignoring you》
- 2021年 《All Star 不羈夜》[16]
- 2022年單口喜劇宇宙巡迴《妳好就好 Whatever She Says》
- 2022年 《笑友會:俏課》 黃豪平X賀瓏X凱莉X微笑丹尼
- 2022年 《All Star 不羈夜2022：沙豬刀》
- 2023年 《笑友會:笑外教學》 黃豪平X賀瓏X微笑丹尼
- 2023年 《G8高峰會》
- 2024年 《賀博台瘋》

## 影視作品

### 主持
- 2014年 國立臺北商業大學第三屆超SONG盃歌唱大賽
- 2016年 果陀劇場 爆米花輕鬆劇場
- 2018年 果陀劇場 爆米花輕鬆劇場
- 2018年 台北站立喜劇大賽
- 2019年《博恩夜夜秀》第三季第二集
- 2022年 LINE TODAY《市長神回應》
- 2023年《大嘻哈時代2》
- 2023年 第40屆政大《金旋獎》
- 2023年 第34屆《金曲獎》後台花絮
- 2023年 第17屆《金掌獎》紅毯
- 2023—2025年《賀瓏夜夜秀》

### 廣播
- 2024-2025年《中廣流行網》《瓏賀哩共》[17]

### 廣告
- 2015年「可口可樂」美食麻吉篇
- 2022年「foodpanda」系列廣告
- 2023年「foodpanda」系列廣告

### 音樂
| 年份 | 曲名                 | 演唱                           | 歌詞                                | 編曲             | 樂器         | 錄音室                |
| ---- | -------------------- | ------------------------------ | ----------------------------------- | ---------------- | ------------ | --------------------- |
| 2019 | Better than Brian    | 賀瓏、日京江羽人、曹小歐       | 賀瓏、日京江羽人、強尼              | 日京江羽人、賀瓏 | 口琴：曹小歐 | 荒島唱片行            |
| 2020 | 夜夜夢               | 賀瓏、強尼、任德晏             | 賀瓏                                | Sumarian         |              | Belly-Pinched Factory |
| 2020 | 武漢肺炎             | 賀瓏、劉哲凱（老K）、喬瑟夫    | 賀瓏、劉哲凱（老K）、喬瑟夫、曾博恩 | DJ Hauer         |              | Belly-Pinched Factory |
| 2020 | 隔離歌 Mr.Quarantine | 賀瓏、劉哲凱（老K）、喬瑟夫    | 賀瓏、劉哲凱（老K）、喬瑟夫         | DJ Hauer         |              | Belly-Pinched Factory |
| 2022 | 穿女裝都比妳正       | 賀瓏、日京江羽人、曹小歐、強尼 | 賀瓏、日京江羽人、強尼              | 日京江羽人       | 口琴：曹小歐 | 荒島唱片行            |

### 電視劇
- 2022年《仙女姐姐來我家》客串飾演男名嘴。

### 電影
- 2019年《陽光普照》飾演 印刷廠老闆
- 2021年《我沒有談的那場戀愛》飾演 外送員
- 2024年《鬼才之道》飾演 新聞主播

### 節目
- 2014年－2016年中天電視綜藝節目《大學生了沒》固定班底
- 2018年8月東方衛視演藝競賽類節目《相聲有新人》節目參賽者[18]
- 2018年－2020年薩泰爾娛樂時事反諷喜劇類節目《博恩夜夜秀》喜劇演員及寫手及助理主持
- 2020年OTT影音平台網路節目《賀瓏廚房HELLO KITCHEN》
- 2020年OTT影音平台網路節目《賀瓏隔離毀滅100天》
- 2022年LINE TODAY影音平台網路節目《市長神回應》
- 2023年－2025年薩泰爾娛樂時事反諷喜劇類節目《賀瓏夜夜秀》主持及導演

## 獲獎及提名
| 年份   | 頒獎典禮    | 獎項       | 入圍者／作品                                       | 結果 |
| ------ | ----------- | ---------- | -------------------------------------------------- | ---- |
| 2020年 | 第2屆走鐘獎 | 最佳配樂獎 | STR Network / 【博恩夜夜秀】賀瓏，夜夜秀就交給你了 | 獲獎 |

## 外部連結
- 賀瓏的Facebook專頁
- 賀瓏的Instagram帳戶